# Voo ADC Airlines 53
O voo 53 da Aviation Development Company Airlines (ADC) foi um voo programado para passageiros operado pela ADC Airlines que caiu em 29 de outubro de 2006 logo após a decolagem do Aeroporto Internacional Nnamdi Azikiwe em Abuja, Nigéria, às 11h30, horário local. Imediatamente após a decolagem de Abuja, o Boeing 737 entrou em contato com o solo, quebrou e pegou fogo em um campo de milho. O vôo transportou 100 passageiros e 5 tripulantes. Muhammadu Maccido, o sultão de Sokoto e líder espiritual dos muçulmanos da Nigéria, o filho do sultão, o senador Badamasi Maccido, a Dra. Nnennia Mgbor, a primeira mulher cirurgiã otorrinolaringológica da África Ocidental, e Abdulrahman Shehu Shagari, filho do ex-presidente Shehu Shagari, estavam no lista de passageiros.
O presidente da Nigéria, Olusegun Obasanjo, enfrentou pressão para remover Babalola Borishade, o então ministro da Aviação, tendo transferido Borishade para outro departamento.

## Aeronave
O avião foi fabricado em 1983. Pouco depois, foi entregue à USAir como N323AU. Em 1988, a aeronave mudou seu código de registro como N279AU. Em 1997, foi entregue à US Airways e, em 1999, foi alugado à MetroJet. Foi entregue à empresa de leasing Celtic Capital e alugada à Aviation Development Company (ADC) em setembro de 2003.

## Investigação
O Departamento de Investigação de Aeronaves da Nigéria iniciou uma investigação pela causa do acidente com representantes do Conselho Nacional de Segurança nos Transportes dos EUA. Os investigadores examinaram os destroços e o local do acidente. Com base em seu exame, a asa esquerda da aeronave entrou em contato com um galho de árvore. A aeronave atingiu o solo com uma posição alta no nariz e uma margem esquerda extrema. O avião se desintegrou e houve um derramamento de combustível.
Noventa e seis das cento e cinco pessoas a bordo foram mortalmente feridas por forças de impacto e incêndios após o acidente, enquanto a maioria da seção da fuselagem da aeronave foi destruída. Um membro da tripulação de cabine, sentado à popa, sobreviveu junto com outros oito passageiros, pois a estrutura em seu ambiente imediato permaneceu substancialmente intacta.